# Hendrik Willem Schepp
Hendrik Willem Schepp (Rotterdam, 20 mei 1843 - Neu-Ulm, 31 maart 1912), bekend onder H.W. Schepp, was een Duits (koor)dirigent van Nederlandse komaf. Hij was voornamelijk bekend in Duitsland en Zwitserland.
Hij was zoon van kantoorbediende Hendrik Christiaan Schepp en Susanna Gerdina Dolk. Zuster Jozina Cornelia Schepp huwde met zilversmid Willem Kooiman uit Schoonhoven. 
Hij kreeg zijn opleiding op piano en in muziektheorie van Alex W.A. Heyblom. Daarna volgde een studie aan het Conservatorium in Leipzig (1867-1870). Aansluitend werd hij dirigent van de Caeciliavereeniging in Solothurn, Zwitserland. Hij schakelde daarbij bekende solisten in, zoals Willem Margadant, met wie hij in 1872 Richard Wagner ontmoette in Bayreuth. Wagner vroeg hem om samen met Anton Seidl op te treden als corrector van de partituren van Der Ring des Nibelungen; hij kon dat in zijn ogen niet combineren met zijn werk in Zwitserland. Vanaf 1878 was hij te vinden bij het Ulmer Mannenkoor en was inspecteur bij de Swäbische Sangerbund. Hij verbleef daar minstens tot 1884, hij dirigeerde toen het Ulmer zangersfeest.
Volgens Melchior schreef hij een aantal werken binnen de kamermuziek, liederen en werken voor mannenkoor. Zijn Zwei Lieder op tekst van Ernst Wolfram (1874) droeg hij op aan Wilhelmina Gips.